# Gonzalo Romero
Gonzalo Antonio „Chalo” Romero Paz (ur. 25 marca 1975 w Gwatemali) – gwatemalski piłkarz grający na pozycji pomocnika.

## Kariera klubowa
Karierę piłkarską Romero rozpoczął w klubie Cobán Imperial. W jego barwach zadebiutował w pierwszej lidze gwatemalskiej. W 2001 roku odszedł z niego do CSD Municipal z miasta Gwatemala. Wraz z CSD Municipal pięciokrotnie wywalczył mistrzostwo fazy Clausura (2002, 2005, 2006, 2008, 2010) oraz pięciokrotnie fazy Apertura (2003, 2004, 2005, 2006, 2009).

## Kariera reprezentacyjna
W reprezentacji Gwatemali Romero zadebiutował 18 czerwca 2000 w wygranym 8:1 meczu eliminacji do MŚ 2002 z Antiguą i Barbudą. W swojej karierze czterokrotnie był powoływany do kadry na Złoty Puchar CONCACAF. W 2002 roku zagrał w 2 meczach Złotego Pucharu CONCACAF 2002: z Meksykiem (1:3) i z Salwadorem (0:1).
W 2003 roku Romero był w kadrze Gwatemali na Złoty Puchar CONCACAF 2003. Zagrał na nim dwukrotnie: z Jamajką (0:2) i z Kolumbią (0:0).
Z kolei w 2005 roku Romero wystąpił w 3 spotkaniach Złotym Pucharze CONCACAF 2005: z Jamajką (3:4), z Meksykiem (0:4) oraz z Republiką Południowej Afryki (1:1), w którym strzelił gola.
W 2011 roku Romero został powołany do kadry na Złoty Puchar CONCACAF 2011. Jego dorobek na tym turnieju to jeden mecz, z Grenadą (4:0).